# Gare de Quimperlé
Gare de Quimperlé – stacja kolejowa w Quimperlé, w departamencie Finistère, w regionie Bretania, we Francji.
Została otwarta w 1863 przez Compagnie du chemin de fer de Paris à Orléans (PO). Jest stacją Société nationale des chemins de fer français (SNCF), obsługiwaną przez pociągi TGV Atlantique, Intercités i TER Bretagne.